# 27711 Кірсшвінк
27711 Кірсшвінк (27711 Kirschvink) — астероїд головного поясу, відкритий 4 листопада 1988 року.
Тіссеранів параметр щодо Юпітера — 3,453.